# Brugmansia arborea

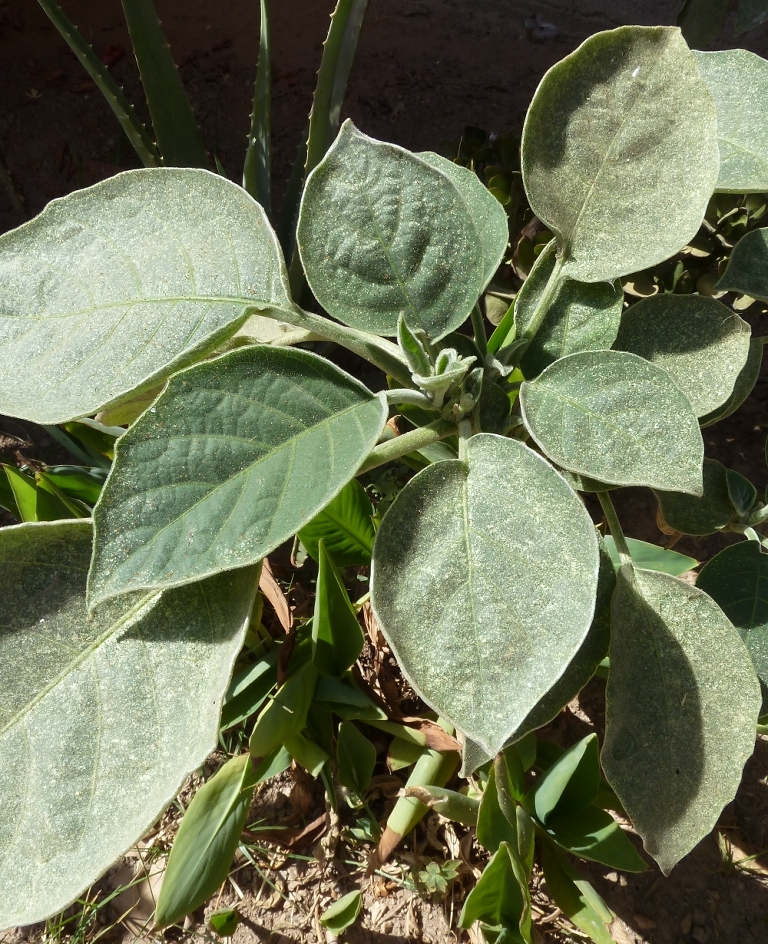
Hojas de limbos asimétricos.

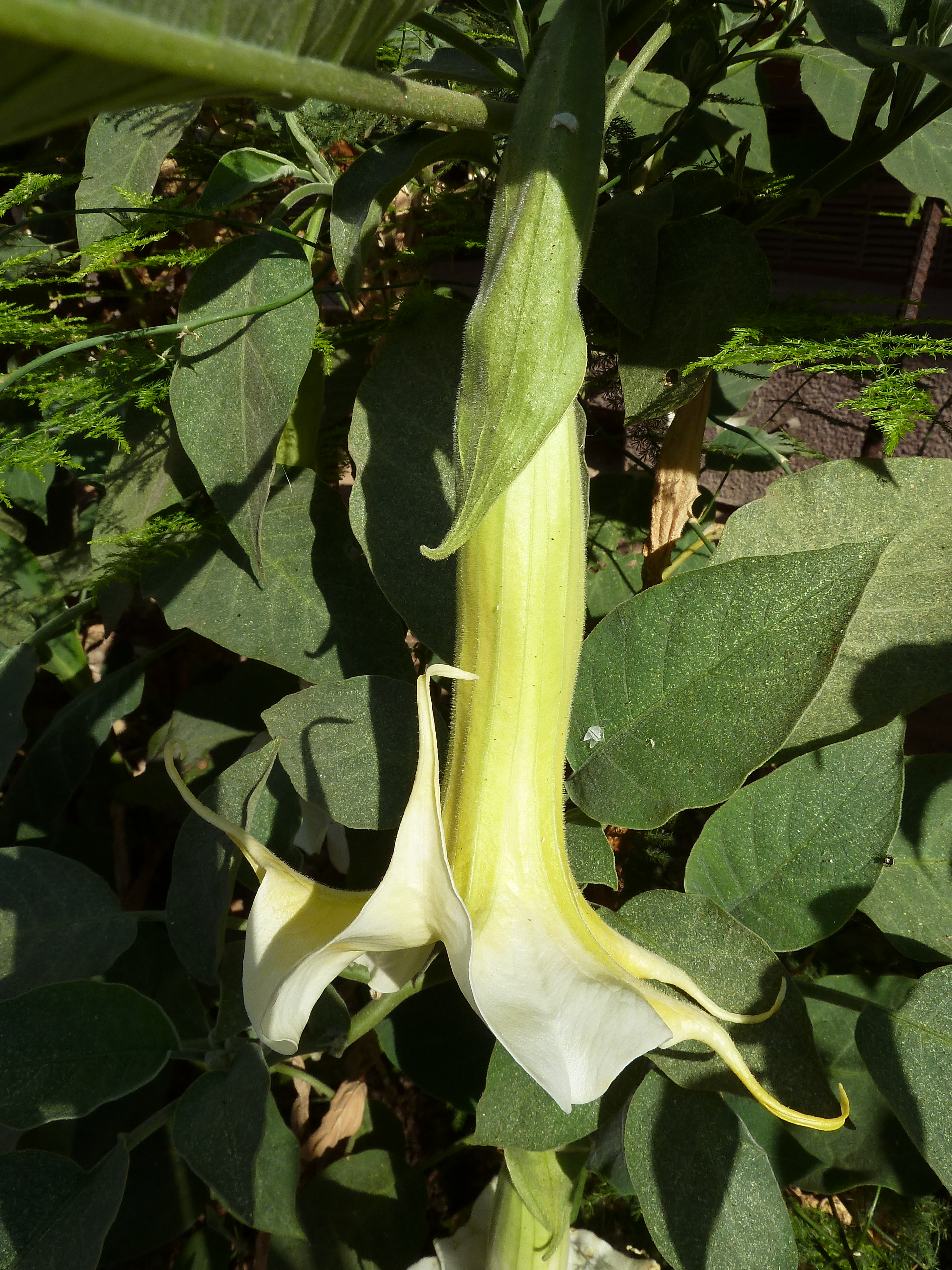
Flor péndula.

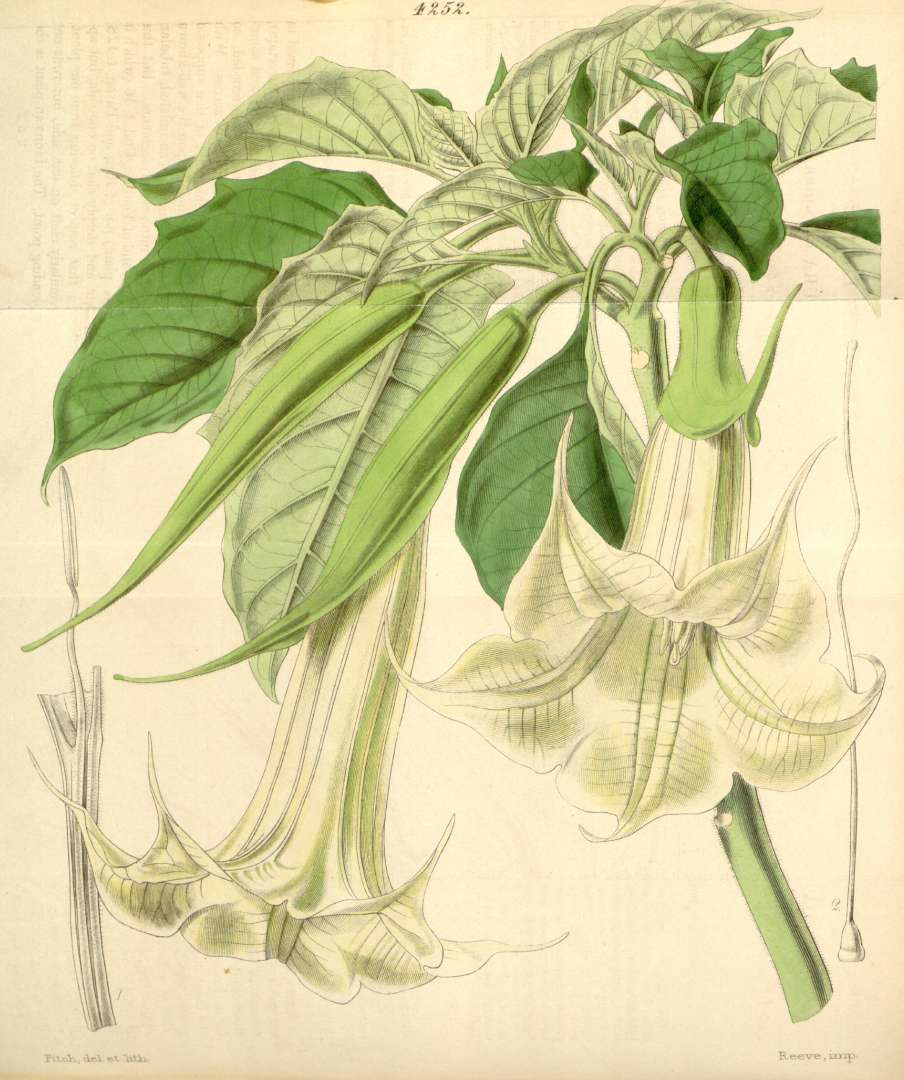
Ilustración en Curtis’s Botanical Magazine, 1846

Brugmansia arborea, el borrachero, floripondio, trompeta de Ángel —entre otros nombres comunes— es una especie de planta arbustiva del género Brugmansia de la familia Solanaceae. Es nativa de América del Sur crece de manera silvestre también en América central, pero se encuentra naturalizada o cultivada en todo el mundo. La IUCN ha clasificado a Brugmansia arborea como especie extinta en estado silvestre.

## Descripción
Es un arbusto perenne o semi-perenne cubierto de un fino indumento. Puede alcanzar 7  m de altura. Tiene las hojas alternas, de forma ovalada, de limbos asimétricos en la base. Las flores, de hasta 17  cm, son sub- cónicas, con corola de 3-5 lóbulos más o menos agudos, aromáticas, de blancas a marfil. El cáliz, hendido longitudinalmente y persistente, es casi tan largo como el tubo de la corola. El fruto es una baya ovoidea de 6 por 4,5 cm.

## Toxicidad
Como en el caso de Datura, todos los órganos aéreos de las especies de Brugmansia contienen sustancias cuyo consumo puede provocar problemas en la salud humana. En concreto contienen alcaloides tropánicos tales como la escopolamina y la hiosciamina, entre otros. Su ingestión, tanto en humanos como en otros animales, puede resultar fatal puesto que tiene efectos alucinógenos bastante potentes, muy superiores a otras plantas alucinógenas. El simple contacto con los ojos puede producir midriasis (dilatación de las pupilas) o anisocoria (asimetría en el tamaño pupilar).

## Cultivo y usos
Se utiliza como planta ornamental.
Prefiere la semisombra, especialmente en climas cálidos; es sensible al frío. Florece muy bien en climas templados en ubicaciones abrigadas; exige suelo rico, drenado, fresco y seco en invierno. Durante la estación vegetativa requiere riegos abundantes y diarios, aportando algo de abono. Se multiplica por semilla y por esqueje semileñoso.

## Taxonomía
Brugmansia arborea fue descrita primero por Louis Feuillée en 1714 como Stramoneoides arboreum en Journal des observations physiques, mathématiques et botaniques, faites par l'ordre du Roy sur les Côtes Orientales de l'Amérique Méridionale, & dans les Indes Occidentales, depuis l'année 1707, jusque en 1712., p. 761, pl. 46, 1714.  Archivado el 17 de agosto de 2016 en Wayback Machine. y validado luego por Carlos Linneo como Datura arborea en Species Plantarum, v. 1, p. 179, en 1753 y atribuida posteriormente al género Brugmansia por Ernst Gottlieb von Steudel, publicandolo en Nomenclator Botanicus, ed. 2, v. 1, p. 230 en 1840. Un taxón homónimo y sinónimo fue descrito por Nils Gustaf Lagerheim, y publicado en Botanische Jahrbücher für Systematik, Pflanzengeschichte und Pflanzengeographie, v. 20, p. 663 en 1895.
Sinonimia
- Brugmansia arborea (L.) Lagerh.
- Brugmansia arborea auct. non (L.) Steud.
- Brugmansia candida Pers.
- Brugmansia × candida Pers. (pro sp.) [aurea × versicolor]
- Datura candida (Pers.) Saff.
- Brugmansia cornigera (Hook.) Lagerh.
- Brugmansia knightii Dunal
- Datura arborea L. - basónimo
- Datura cornigera Hook.
- Datura knightii (auct.) Voss
- Datura speciosa Salisb.
- Elisia formosissima Milano
- ?Pseudodatura arborea Zijp[10][11]

## Nombres comunes
Árbol de las trompetas, trompetero, huacachaca, floripondio blanco, floripondio, trompeta del juicio, estramonio, estramonios, borrachero; en Centroamérica es también conocida como florifundia, en Cuba es conocida como clarín o campana, en Ecuador se conoce también como guanto, guando o guandug, en República Dominicana se conoce como flor campana, en México se le conoce como burundanga, en Perú como campanchú, reina de la noche o campanón, y en Perú y Chile como almizclillo, en Venezuela se le conoce como flor del diablo o campanita.